# Sanpierota
La sanpierota o "sampierota" è un'imbarcazione che prende il suo nome da San Pietro in Volta, uno dei borghi dell'isola litoranea di Pellestrina. 
È un'imbarcazione a fondo piatto in legno tipica della tradizione lagunare veneta. Deve le sue origini come barca da utilizzare per la pesca soprattutto lagunare, può essere spinta a  remi da due rematori (uno a poppa e uno a prua) oppure da uno solo a poppa (con un remo, o con due remi nella vogata detta alla "valesana"), da un piccolo motore fuoribordo (normalmente con un massimo di 9.9 cv), oppure  a vela, armata "al terzo". In questa configurazione l'armo velico può a sua volta essere composto dalla vela maestra (la randa) issata sull'albero maestro, cui affiancare un fiocco armato in testa d'albero, oppure un "vela di trinchetta" issata sull'albero di trinchetta (sul trasto di prua).
Si tratta di un'evoluzione del sandolo; la sua linea ricorda quella della topa ma rispetto a quest'ultima è più corta, larga e bassa di bordo. 
Ha prua alta e ampia per meglio affrontare le onde nelle bocche di porto.
La sua costruzione è più semplice rispetto a quella della topa, in quanto lo scafo viene realizzato seguendo la naturale elasticità delle assi di legno, senza bisogno di ricorrere a forme e piegature a fuoco.